# Badingen
Badingen là một đô thị thuộc huyện Stendal, bang Sachsen-Anhalt, Đức. Đô thị Badingen có diện tích 17,35 km², dân số thời điểm ngày 31 tháng 12 năm 2006 là 515 người.